# Xã Montserrat, Quận Johnson, Missouri
Xã Montserrat (tiếng Anh: Montserrat Township) là một xã thuộc quận Johnson, tiểu bang Missouri, Hoa Kỳ. Năm 2010, dân số của xã này là 1.861 người.